# Browning Auto-5
FN Browning A-5 (Auto-5) hay Remington Model 12 là loại shotgun bán tự động do John Moses Browning thiết kế và Fabrique Nationale Herstal lo việc sản xuất hàng loạt. Loại súng này đã được đưa vào chế tạo ở nhiều nơi trên thế giới và dùng vào nhiều mục đích khác nhau từ săn bắn cho đến quân sự.

## Phát triển
Việc thiết kế phát triển loại shotgun tự động nạp đạn đã được Browning bắt đầu từ năm 1898. Trên thực tế thì có 3 hệ thống với cách hoạt động khác nhau và ông đã chọn ra hệ thống hoạt động tốt nhất để phát triển tiếp. Phải nói là thời điểm thực hiện thiết kế này là cực kỳ phức tạp do nó đúng ngay thời điểm bắt đầu chuyển từ thuốc súng đen sang sử dụng thuốc súng không khói và tiêu chuẩn chung của đạn shotgun khi đó không hoàn toàn đồng nhất. Dù sao thì Browning cũng đã xoay xở để tạo ra mẫu thử đầu tiên của mình và nó hoạt động tốt.
Browning đã tìm khách hàng để mua thiết kế của mình đầu tiên là Winchester hãng từng mua thiết kế của ông vào năm 1886. Nhưng việc không thỏa thuận được giá tiền mua bản quyền cũng như các kỹ sư bảo thủ vốn làm trong ban điều hành của công ty đã khiến việc chuyển thiết kế không thực hiện được. Browning sau đó quay sang Remington nhưng cái chết của chủ tịch Remington do đau tim ngay trước cuộc họp với Browning đặt dấu chấm hết cho kế hoạch này. Sau đó ông đã giới thiệu thiết kế cho công ty Fabrique Nationale của Bỉ vào năm 1901, công ty này đã mua một thiết kế của Browning trước đó là FN Browning M1900 với sự thành công cực kỳ tốt của loại súng ngắn này quản lý của FN đã đón nhận thiết kế mới của ông một cách nồng nhiệt.
FN đã nhanh chóng sản xuất loại súng shotgun mới trong một thời gian ngắn và gọi nó là Browning Auto-5. Ban đầu Browning đã nói hãng sản xuất ra 10.000 khẩu và bán ngược trở lại thị trường Hoa Kỳ với kết quả là lô hàng được tiêu thụ hết trong 1 năm. Sau sự ra đời của các mức thuế mới tại Hoa Kỳ, Browning thấy không kinh tế với việc xuất khẩu vào thị trường này nên ông đã thuyết phục FN chuyển quyền sản xuất tại Hoa Kỳ cho Remington còn FN giữ quyền sản xuất và phân phối ở thị trường quốc tế. Sau một thế kỷ thì số lượng của loại súng này trên thế giới được ước tính là khoảng 3.000.000 khẩu.

## Thiết kế
Browning A-5 sử dụng cơ chế nạp đạn bằng độ giật lùi nòng dài, thoi nạp đạn khóa với nòng bằng một cái móc đu ra phía trước và sau nằm trong thoi. Khi vào vị trí khóa cái móc sẽ đu lên móc vào phần trên của nòng khóa cố định thoi nạp đạn không cho di chuyển cho đến khi toàn bộ khối hấp thụ độ giật lùi về phía sau sẽ đu ra sau tách ra khỏi nòng và bị giữ ở vị trí lùi về sau đó bởi một bộ phận khóa còn nòng sẽ được đẩy trở về vị trí cũ, vỏ đạn cũ sẽ bị đẩy ra ngoài và đòn bẩy nạp đạn bật lên phía trên để đưa viên đạn từ ống đạn lên. Thoi nạp đạn sẽ được mở khóa khi nòng trở về vị trí cũ và sẽ đẩy viên đạn này vào nòng, đè đòn bẩy xuống trở lại chỗ cũ và tiếp tục chu kỳ hoạt động. Để có được độ tin cậy với nhiều loại đạn shotgun khác nhau Browning đã sử dụng một cái thắng ma sát tự động điều tiết gắn vào hệ thống lùi với các vòng nhám ma sát nằm bao lấy ống đạn.
Hệ thống nhắm cơ bản của súng là điểm ruồi. Ống đạn có thể chứa được 4 viên và viên thứ 5 có thể nạp sẵn trong nòng.